# In Loving Memory
| Оценки критиков | Оценки критиков |
| Источник        | Оценка          |
| --------------- | --------------- |
| Allmusic        | [ 1 ]           |

In Loving Memory — третий и последний студийный альбом американской метал-группы Beneath the Sky, изданный 11 мая 2010 года. Альбом занял 31 место в чарте Billboard Heatseekers.

## Список композиций
Вся музыка написана Beneath the Sky.
| №                   | Название                    | Длительность |
| ------------------- | --------------------------- | ------------ |
| 1.                  | «The Opening»               | 0:49         |
| 2.                  | «Sorry, I'm Lost»           | 3:12         |
| 3.                  | «Tears, Bones, and Desire»  | 3:19         |
| 4.                  | «Terror Starts at Home»     | 3:10         |
| 5.                  | «A Tale from the Northside» | 3:11         |
| 6.                  | «In Loving Memory»          | 5:05         |
| 7.                  | «To Die For»                | 4:02         |
| 8.                  | «Blood and Separation»      | 2:38         |
| 9.                  | «Static»                    | 2:52         |
| 10.                 | «Embrace»                   | 14:54        |
| Общая длительность: | Общая длительность:         | 41:52        |

## Участники записи
Beneath the Sky
- Джои Нельсон — вокал
- Джефф Нельсон — гитара
- Кевин Стэффорд — гитара
- Рэнди Барнс — бас-гитара
- Брайан Кэш — ударные